# Adventure of a Lifetime
Adventure of a Lifetime – piosenka angielskiego zespołu Coldplay i pierwszy singel z siódmej płyty A Head Full of Dreams. Został wydany 6 listopada 2015 przez Parlophone.

## Twórcy

### Coldplay
- Chris Martin – wokale główne, pianino
- Jonny Buckland – gitara
- Guy Berryman – gitara basowa
- Will Champion – perkusja, programowanie, chórki

### Pozostali muzycy
- Merry Clayton – chórki
- Mikkel S Eriksen, Tor Erik Hermansen – pozostałe instrumenty, produkcja, miksowanie
- Phil Tan – mikser audio

## Notowania

### Na świecie[3]
- Australia: 33
- Austria: 31
- Belgia – Flandria: 9, Walonia: 4
- Francja: 4
- Hiszpania: 2
- Holandia: 19
- Niemcy: 14
- Norwegia: 40
- Szwajcaria: 4
- Szwecja: 50
- Włochy: 8

### Media polskie i polonijne
- Złota Trzydziestka Radia Koszalin: 2[4]
- POPLista: 4[5]
- Lista Przebojów PR PiK: 4[6]
- Szczecińska Lista Przebojów: 5[7]
- Top 15 Wietrzne Radio (Chicago): 6[8]
- Uwuemka: 8[9]
- Lista Przebojów – Radio Łódź: 26[10]
- Lista Przebojów Trójki: 1[11]
- Aferzasta: 33[12]

## Certyfikaty i sprzedaż
| Kraj                      | Certyfikat         | Sprzedaż   |
| ------------------------- | ------------------ | ---------- |
| Australia (ARIA)          | złota płyta        | 35 000+    |
| Belgia (BEA)              | złota płyta        | 10 000+    |
| Dania (IFPI Danmark)      | platynowa płyta    | 60 000+    |
| Francja (SNEP)            | złota płyta        | 66 666+    |
| Hiszpania (Promusicae)    | 2x platynowa płyta | 80 000+    |
| Kanada (MC)               | 2x platynowa płyta | 160 000+   |
| Meksyk (AMPROFON)         | złota płyta        | 30 000+    |
| Niemcy (BVMI)             | platynowa płyta    | 400 000+   |
| Nowa Zelandia (RMNZ)      | platynowa płyta    | 15 000+    |
| Polska (ZPAV)             | 2x platynowa płyta | 100 000+   |
| Portugalia (AFP)          | 2x platynowa płyta | 20 000+    |
| Stany Zjednoczone (RIAA)  | 3x platynowa płyta | 3 000 000+ |
| Szwajcaria (IFPI Schweiz) | złota płyta        | 15 000+    |
| Szwecja (GLF)             | 2x platynowa płyta | 80 000+    |
| Wielka Brytania (BPI)     | 3x platynowa płyta | 1 800 000+ |
| Włochy (FIMI)             | 4x platynowa płyta | 200 000+   |